# 沢田吾一
沢田 吾一（さわだ ごいち、1861年10月26日（文久元年9月23日） - 1931年3月12日）は、日本の数学者、日本の数字・数学史学者。

## 経歴
美濃国厚見郡一色村（現・岐阜市）出身。明治15年（1881年）陸軍省御用掛となり、参謀本部測量課に勤務。1886年第一高等中学校（現・東京都立日比谷高等学校）数学授業嘱託、1887年同教師。1891年帝国大学理科大学物理学科卒。菊池大麓に師事。1896年大学院中退。1892年第四高等学校教授、96年陸軍中央幼年学校教授、97年東京高等商業学校(現・一橋大学)教授。1917年定年退官。東京帝国大学文学部国史学科に入学し、1923年、63歳で卒業。1927年大著「奈良朝時代民政経済の数的研究」を刊行した。

## 編著書
- 『算術新教科書』編 冨山房 1897
- 『中等代数学教科書』編 大日本図書 1897
- 『解析幾何学大意』冨山房 1899
- 『高等小学筆算教本 生徒用』編 冨山房 1899
- 『算術教科書』冨山房 1902
- 『代數學教科書』冨山房 1903
- 『微分積分学綱要』冨山房 1904
- 『代数教科書 中等教材』冨山房 1911
- 『財政商業高等利息算』冨山房 1914
- 『奈良朝時代民政経済の数的研究 附・諸国人口、斗量、衣食住』冨山房 1927　柏書房、1972
- 『日本数学史講話』刀江書院 1928

共編
- 『初等平面三角法教科書』菊池大麓共編 大日本図書 1893

## 注
1. ↑  20世紀日本人名事典